# Олт Скорничешти
«Олт Скорничешти» (рум. FC Olt Scorniceşti) — румынский футбольный клуб из города Скорничешти.

## Прежние названия
- 1972 — Вийторул Скорничешти (Viitorul Scornicești)
- 1973 — ФК Сорничешти (FC Scornicești)

## История
Клуб был основан в 1972 году и представлял родной город Николае Чаушеску Скорничешти с населением меньше вместительности домашнего стадиона. В сезоне 1977-78 клуб стал победителем третьей лиги, а через год в сезоне 1978-79 победителем второй лиги. С 1979 по 1990 выступал в высшем дивизионе Румынии, занимал места в середине турнирной таблицы. Наивысшее достижение четвёртое место в сезоне 1981-82. Поскольку клуб представлял родной город Чаушеску, то пользовался преференциями со стороны властных структур. Честность результатов некоторых матчей ставилась под сомнение, так в 1978 клуб одержал победу со счётом 18-0, и благодаря разнице забитых и пропущенных мячей смог выйти во вторую лигу. После декабрьских событий 1989 года Олт Скорничешти вместе с клубом Виктория (Бухарест) был распущен в январе 1990 года. Позже клуб был возрождён и выступал в низших лигах Румынии. В последние годы клуб выступает в четвёртой лиге.

## Статистика выступлений в высшем дивизионе Румынии
| Год     | Турнир    | Место | Игры | Очки | В  | Н  | П  |
| ------- | --------- | ----- | ---- | ---- | -- | -- | -- |
| 1979-80 | Дивизия А | 13    | 34   | 32   | 14 | 4  | 16 |
| 1980-81 | Дивизия А | 7     | 34   | 35   | 14 | 7  | 13 |
| 1981-82 | Дивизия А | 4     | 34   | 39   | 17 | 5  | 12 |
| 1982-83 | Дивизия А | 7     | 34   | 33   | 14 | 5  | 15 |
| 1983-84 | Дивизия А | 10    | 34   | 33   | 11 | 11 | 12 |
| 1984-85 | Дивизия А | 13    | 34   | 30   | 13 | 4  | 17 |
| 1985-86 | Дивизия А | 13    | 34   | 29   | 11 | 7  | 16 |
| 1986-87 | Дивизия А | 7     | 34   | 35   | 15 | 5  | 14 |
| 1987-88 | Дивизия А | 15    | 34   | 28   | 12 | 4  | 18 |
| 1988-89 | Дивизия А | 8     | 34   | 32   | 12 | 8  | 14 |
| 1989-90 | Дивизия А | 18    | 33   | 16   | 4  | 4  | 25 |